# Скулянский район
Скуля́нский райо́н — административно-территориальная единица Молдавской ССР, существовавшая с 11 ноября 1940 года по 9 января 1956 года.

## История
Как и большинство районов Молдавской ССР, образован 11 ноября 1940 года, центр — село Скуляны. До 16 октября 1949 года находился в составе Бельцкого уезда, после упразднения уездного деления перешёл в непосредственное республиканское подчинение.
С 31 января 1952 года по 15 июня 1953 года район входил в состав Бельцкого округа, после упразднения окружного деления вновь перешёл в непосредственное республиканское подчинение.
9 января 1956 года Скулянский район был ликвидирован, его территория была передана в состав Фалештского района, однако впоследствии около половины территории бывшего Скулянского района была передана в Унгенский район.

## Административное деление
По состоянию на 1 января 1955 года Скулянский район состоял из 11 сельсоветов: Германский, Горештский, Изворский, Кириленский, Коюченский, Новочоропканский, Россипенский, Скулянский, Скумпийский, Стольниченский и Таксобенский.